# Ovidiu Hulea
Ovidiu Hulea (n. 1892, Galda de Jos, județul Alba - d. 1952, Aiud) a fost un delegat în Marea Adunare Națională de la Alba Iulia, organismul legislativ reprezentativ al „tuturor românilor din Transilvania, Banat și Țara Ungurească”, cel care a adoptat hotărârea privind Unirea Transilvaniei cu România, la 1 decembrie 1918.

## Biografie
În septembrie 1918, a fost numit profesor la Liceul „Sfântul Vasile cel Mare” din Blaj. A fost transferat ca profesor de limba română și director la Liceul "Titu Maiorescu" din Aiud. Ca literat, a scris și a publicat volumele: “Blestemul Codrului”, poezii; “Ierbe matinale”, poem dramatic; “De profundis”, Cluj, 1926-1929; “Avram lancu”, poem dramatic ș.a. A fost căsătorit cu Livia, sora lui Liviu Rebreanu, cu care a avut trei copii. La data de 9 iunie 2018 a fost dezvelit bustul lui Ovidiu Hulea la Aiud.

### Educație
A urmat studiile liceale la Liceul din Blaj. A urmat studiile superioare teologice  la Universitatea din Budapesta.